# غوناق
غَوْنَاق حيوان بري من فصيلة الجمليات يعيش في أمريكا الجنوبية. يعتبر صنفا فرعيا من اللاما، فالشبه واضح جدا إلا أنه عكس اللاما فإنه ظل حيوانا بريا لم يستأنس.
يصل وزن الإناث إلى 75 كغ والذكور 100 كغ بقياسات تتفاوت بين 1.07 و 1.22 مترا.

## صور

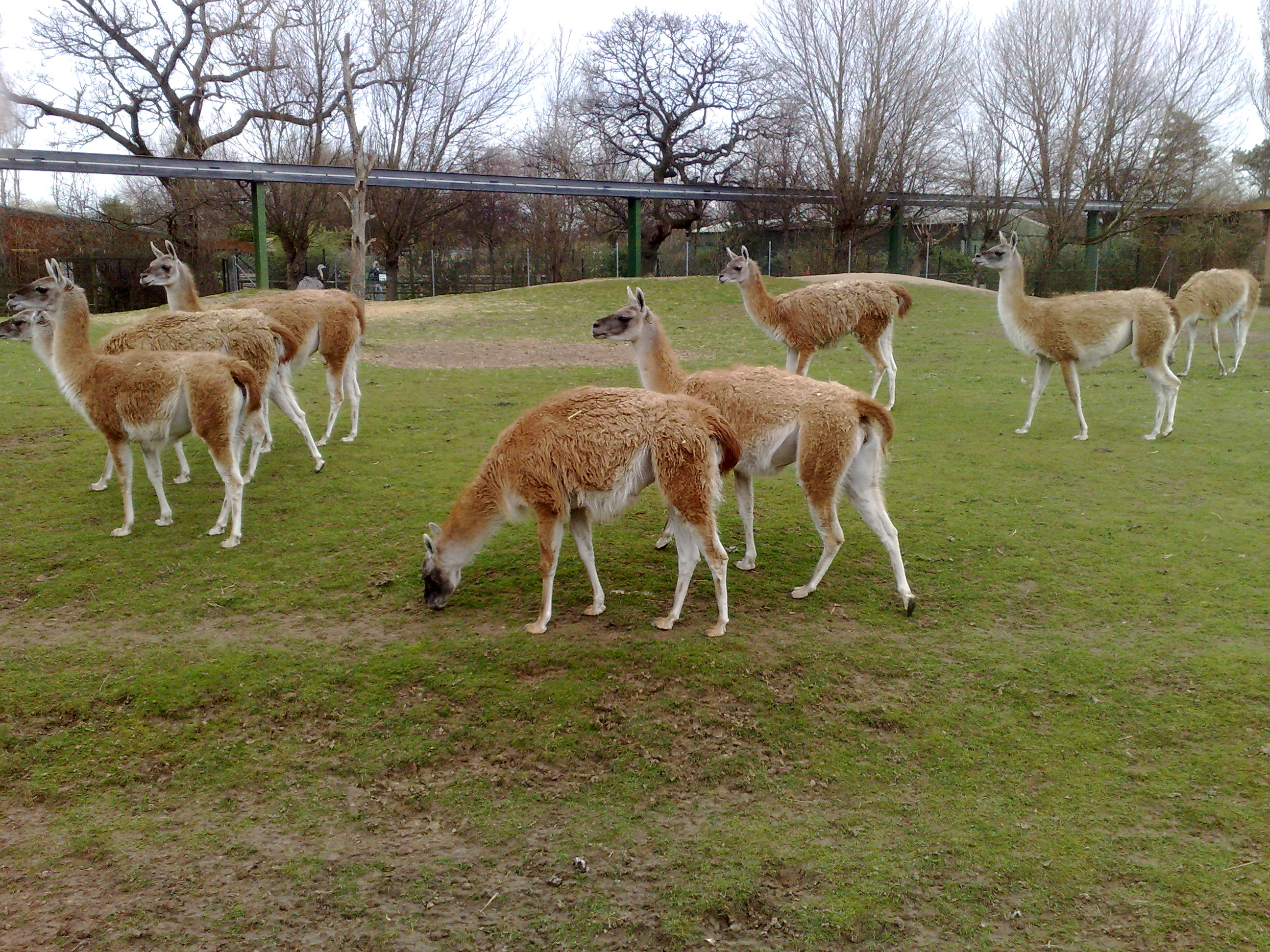
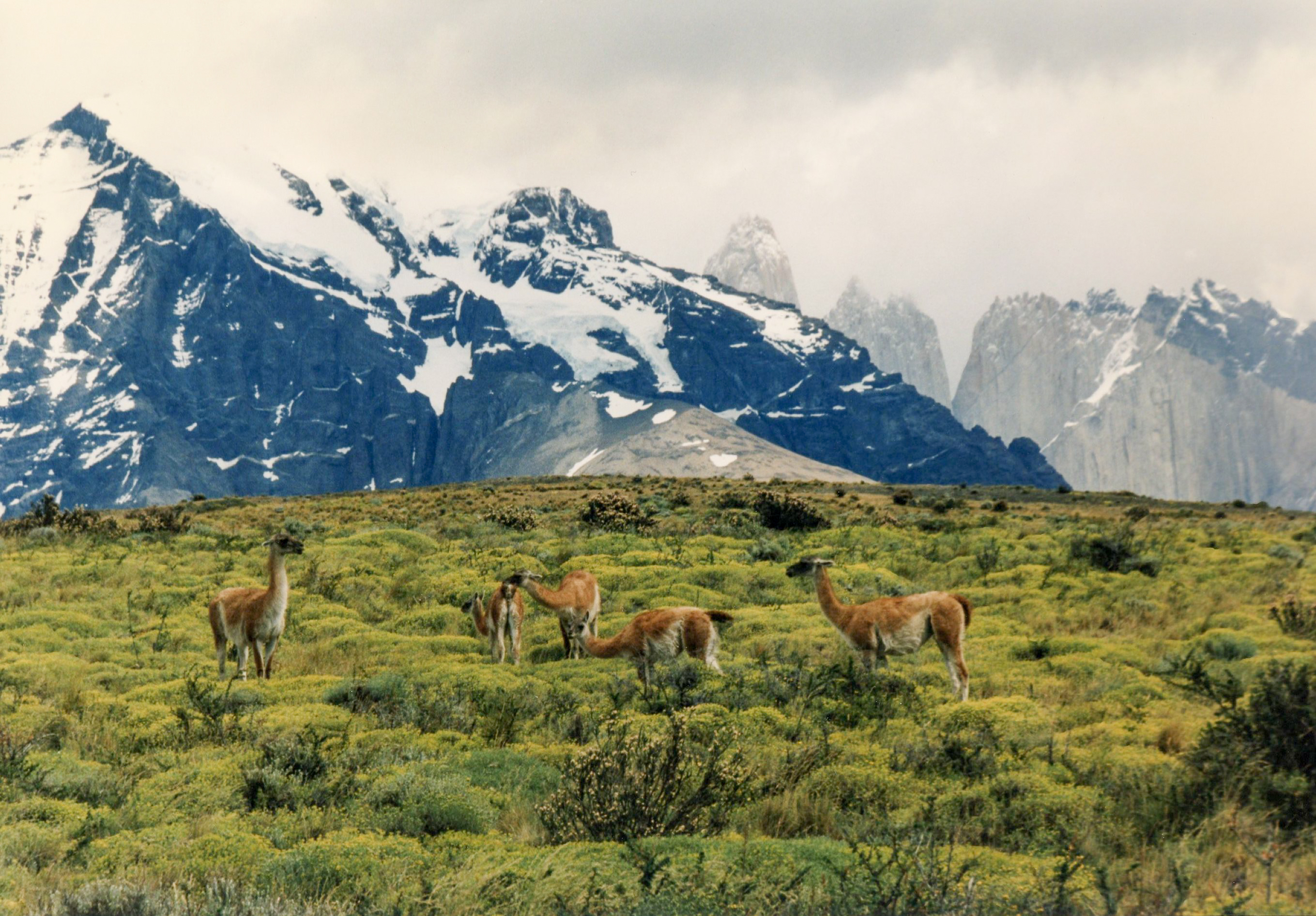
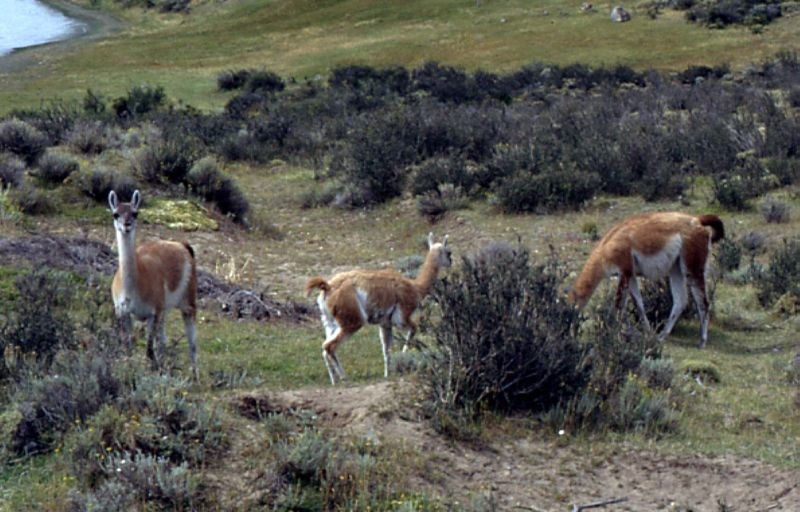
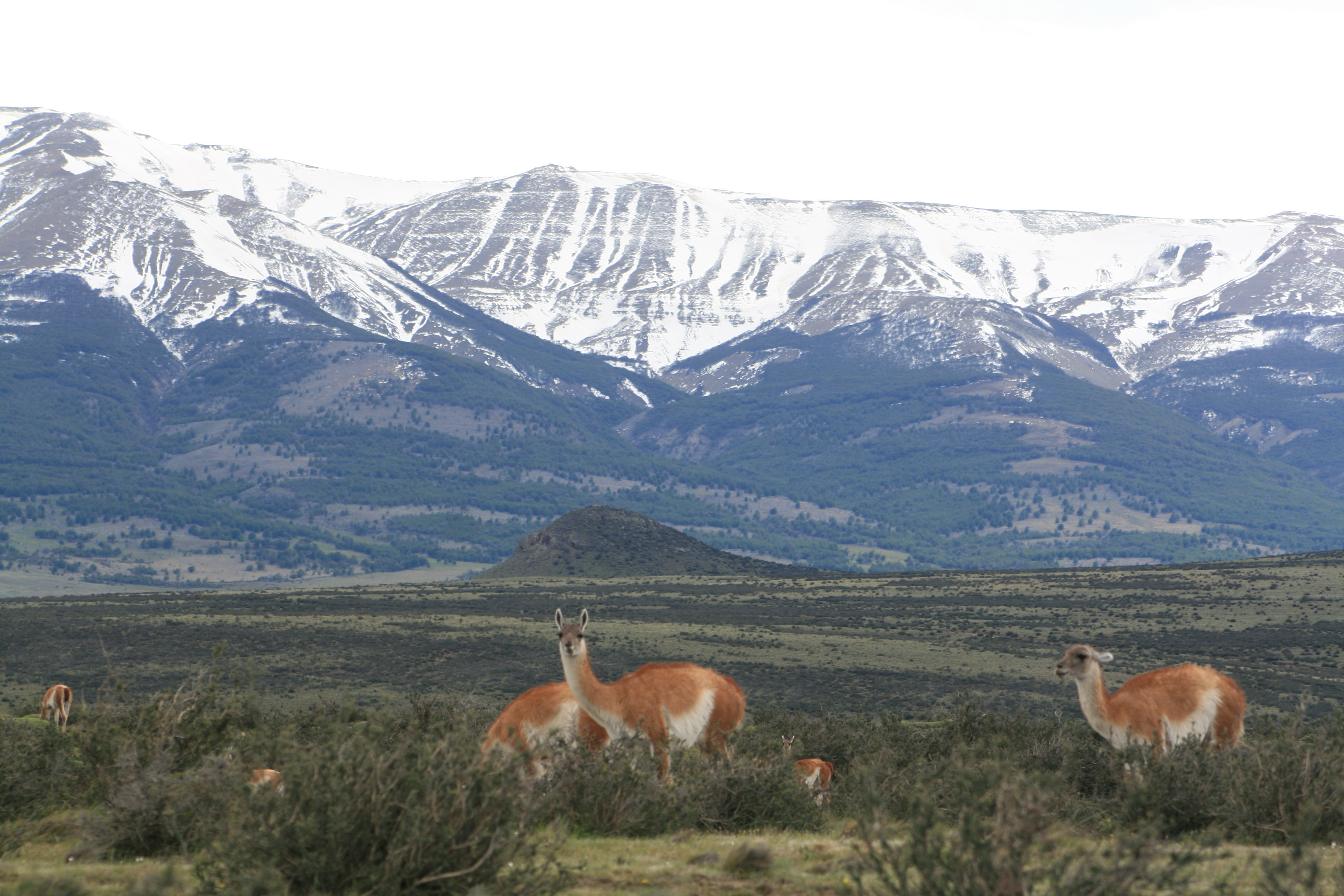
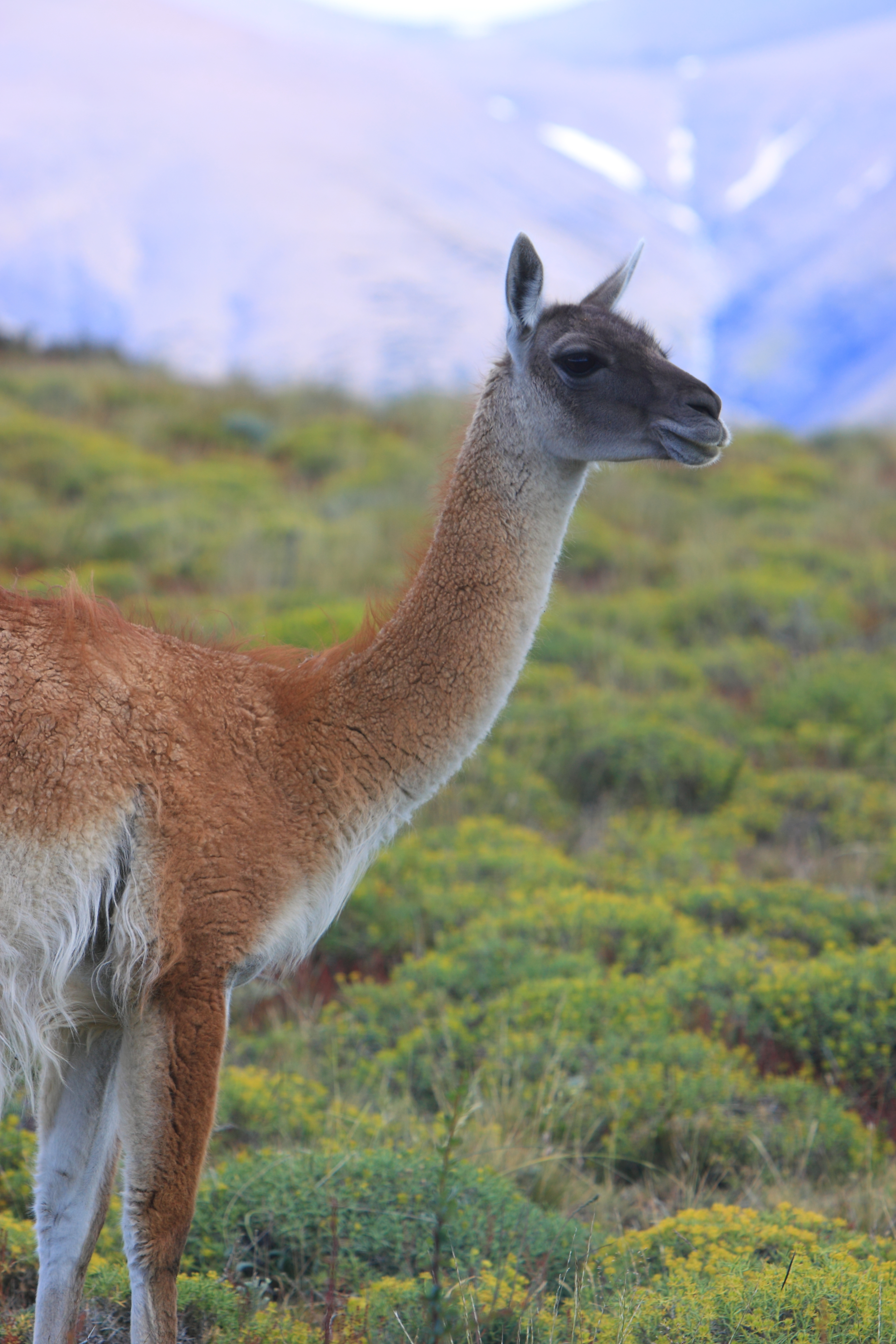
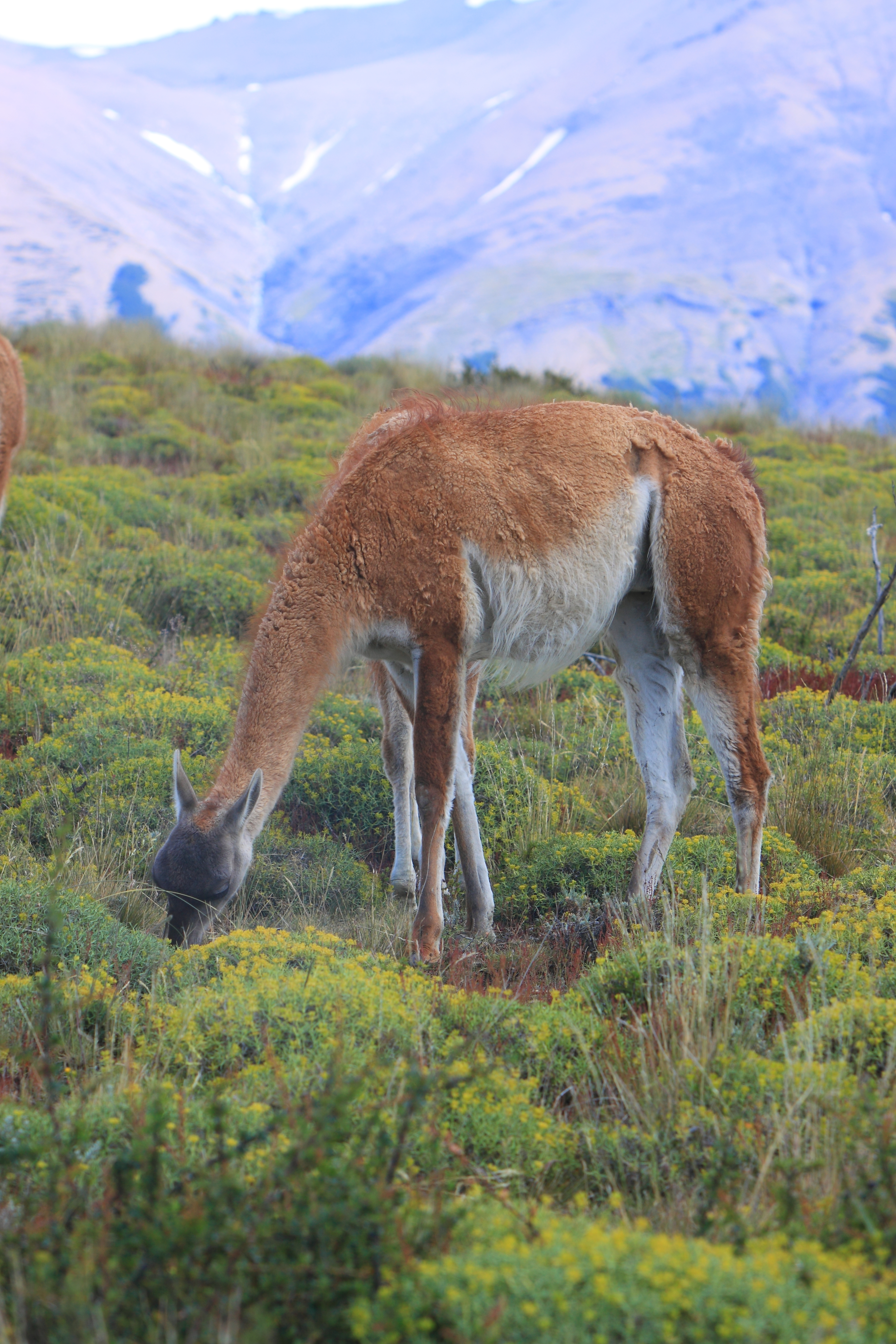
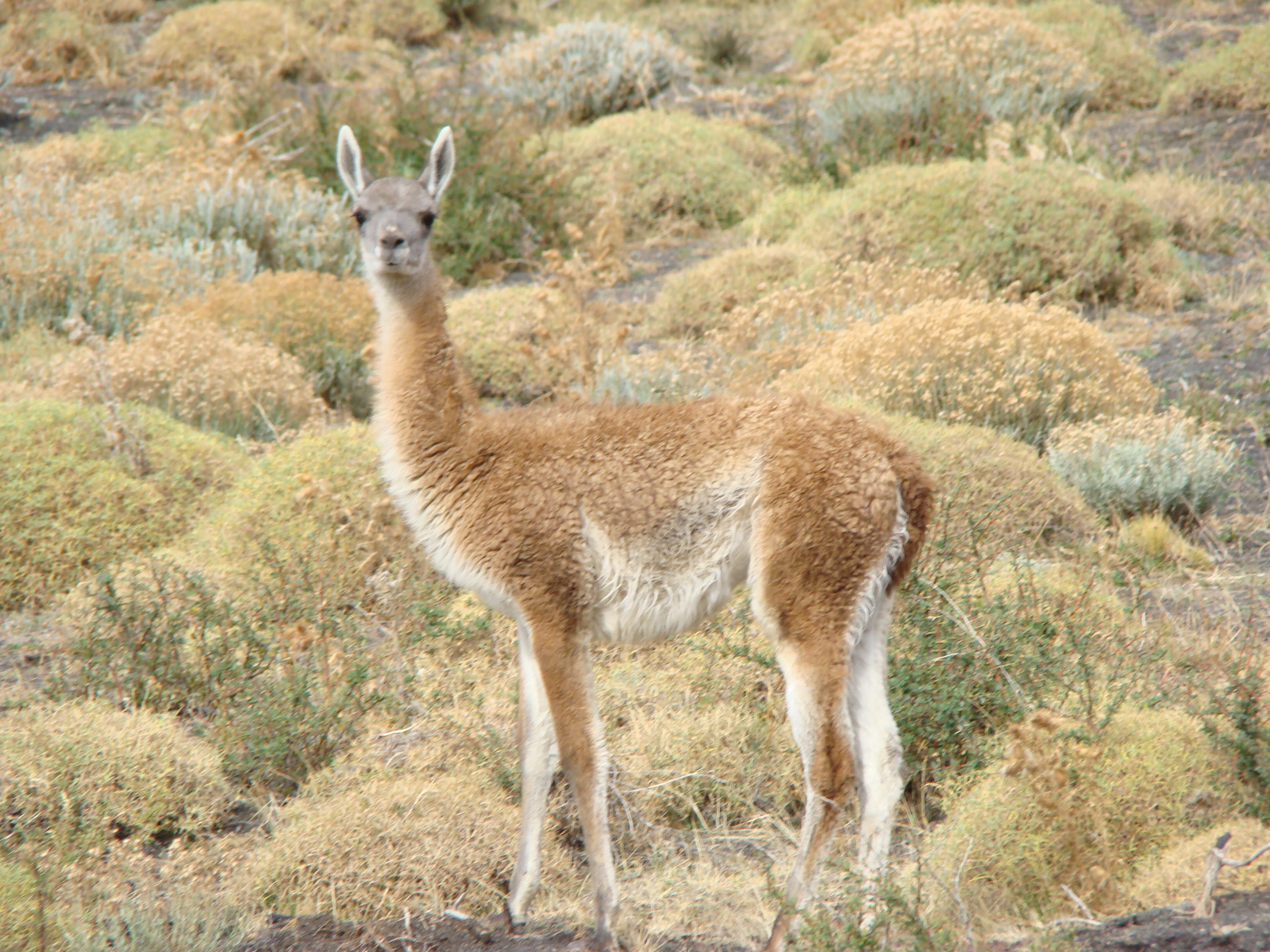

## طالع
- لامة (جنس)
- لامة
- فكونة

## وصلات خارجية
- Guanaco (Lama guanicoe) Müller, 1776 (ترجمة آلية للعربية)